# Dangerously in Love 2
"Dangerously in Love 2" é uma canção da cantora de R&B Beyoncé, foi escrita e produzida por Beyoncé. A balada foi gravada pela primeira vez pelo grupo Destiny's Child para o seu terceiro álbum de estúdio, Survivor de 2001. Na versão do álbum Survivor, Beyoncé faz o vocal principal, cantando praticamente sozinha.
Em 2003 Beyoncé re-gravou a música para o seu primeiro álbum solo Dangerously in Love de 2003, renomeando a música para "Dangerously in Love 2". A música só foi lançada nas rádios de airplay dos Estados Unidos e nunca foi lançada como single em outros países. A música alcançou a posição 57 na Billboard Hot 100 e 17 na Hot R&B/Hip-Hop Airplay.
Não existe um videoclipe oficial para a música, mas com o lançamento do DVD Live at Wembley de 2004, o canal de televisão BET frequentemente exibiu o desempenho do disco como o clipe não-oficial da música.
Beyoncé cantou essa música no Grammy Awards de 2004, onde ela ganhou o prêmio de Melhor Performance Vocal de Cantora de R&B. Em 2006, a música foi certificado como Disco de Ouro pela RIAA, por causa da venda de 500.000 exemplares.

## Desempenho
| Tabela musical (2004)                  | Melhor Posição |
| -------------------------------------- | -------------- |
| Estados Unidos - Billboard Hot 100     | 57             |
| Estados Unidos - Hot R&B/Hip-Hop Songs | 17             |

| País / Certificadora  | Certificações |
| --------------------- | ------------- |
| Estados Unidos / RIAA | Ouro          |

## Prêmios
| Grammy Awards | Grammy Awards                     | Grammy Awards | Grammy Awards |
| Ano           | Categoria                         | Resultado     |               |
| ------------- | --------------------------------- | ------------- | ------------- |
| 2004          | Best Female R&B Vocal Performance | Venceu        |               |